# Diagonal (Iowa)
Diagonal és una població dels Estats Units a l'estat d'Iowa. Segons el cens del 2000 tenia 312 habitants.

## Demografia
Segons el cens del 2000, Diagonal tenia 312 habitants, 139 habitatges, i 87 famílies. La densitat de població era de 132,4 habitants per km².
Dels 139 habitatges en un 23% hi vivien nens de menys de 18 anys, en un 54% hi vivien parelles casades, en un 5,8% dones solteres, i en un 36,7% no eren unitats familiars. En el 31,7% dels habitatges hi vivien persones soles el 16,5% de les quals corresponia a persones de 65 anys o més que vivien soles. El nombre mitjà de persones vivint en cada habitatge era de 2,24 i el nombre mitjà de persones que vivien en cada família era de 2,85.
Per edats la població es repartia de la següent manera: un 21,2% tenia menys de 18 anys, un 10,9% entre 18 i 24, un 25,3% entre 25 i 44, un 24,4% de 45 a 60 i un 18,3% 65 anys o més.
L'edat mediana era de 40 anys. Per cada 100 dones de 18 o més anys hi havia 87,8 homes.
La renda mediana per habitatge era de 24.063 $ i la renda mediana per família de 28.393 $. Els homes tenien una renda mediana de 22.083 $ mentre que les dones 18.958 $. La renda per capita de la població era de 16.601 $. Entorn del 16,5% de les famílies i el 15,8% de la població estaven per davall del llindar de pobresa.

## Poblacions més properes
El següent diagrama mostra les poblacions més properes.